# 察剌合
察剌合（?—?），《亲征录》作察剌海，12世纪蒙古首领也速该的亲信仆人，晃豁坛氏人。
也速该死后，也速该同宗的泰赤乌人塔儿忽台·乞邻勒秃黑、脱朵延·吉儿帖等顺斡难河而下，抛弃也速该的遗孀诃额仑母子迁走。察剌合前去劝说，脱朵延·吉儿帖说：“深水已经干涸了，明亮的石头已经破碎了！”他问脱朵延：“你凭什么劝说！”就在察剌合背脊上刺了一枪。察剌合受伤后，回到家里，痛苦卧倒。也速该的大儿子铁木真去看望他。察剌合说：“你的贤父也速该收聚的我们的百姓，被他们带着迁走时，我前去劝说，竟被刺伤成这个样子！”后来察剌合的儿子蒙力克成为铁木真的养父，蒙古帝国开国第一功臣。